# نوال 94
ألبوم نوال 94 هو أحد ألبومات الفنانة نوال الكويتية واحتوى على خمسة أغاني وقد صدر في عام 1994.

## قائمة الأغاني
1. «يا منى الروح»
2. «يا فاتح»
3. «نور عيني»
4. «كل صورة»
5. «أنا من شوفتك»